# Diérese
Em métrica poética ou em linguística, uma diérese (do grego διαίρεσις, divisão) corresponde à pronúncia separada das vogais de um ditongo.  
Para fácil entendimento: em um encontro vocálico, quando as vogais adjacentes são pronunciadas na mesma sílaba, tem-se um ditongo; quando são pronunciadas separadamente, tem-se um hiato. Diérese é pronunciar um ditongo como se fosse um hiato. 
Para dar um exemplo: a palavra "saudoso" (cuja pronúncia regular é sau-do-so), quando pronunciada como sa-u-do-so, forma uma diérese. 
O fenômeno oposto à diérese é uma sinérese.
O trema, sinal diacrítico, composto de dois pontos ( ¨ ) colocados sobre uma vogal também é, às vezes, chamado de diérese.